# Энрике Кастильский (сеньор де Эсиха)
Энрике Кастильский, также известен как Энрике Сенатор (Эль-Сенадор) (исп. Enrique de Castilla el Senador; 6 марта 1230 — 8 августа 1303) — кастильский инфант, сеньор де Эсиха, Роа, Медельин, Альмасан, Атьенса, Дуэньяс, Берланга-де-Дуэро, Калатаньясор и Сан-Эстебан-де-Гормас с 1244 года, сеньор де Морон, Коте и Силибар в Андалузии с 1248 года. Четвёртый сын Фердинанда III (1199—1252), короля Кастилии с 1217 года и Леона с 1230 года, от его первой жены, Беатрис Швабской (1203—1235).

## Биография
Энрике родился и провел детство в Бургосе, где среди его наставников был будущий кардинал Жиль Торрес.
В 1246 году Энрике сопровождал своего отца Фердинанда III во время экспедиции в Хаэн. Его отец пожаловал ему в феодальное владение первое из отвоеванных у мавров поместий: Морон-де-ла-Фронтера и Коте. После падения Севилья инфант Энрике также получил во владение окрестные виллы Херес-де-ла-Фронтера, Лебриха, Аркос и Медина-Сидония. Следующие несколько лет он провел, в основном, в Севилье, часто при дворе своей мачехи, Жанны Понтье, второй жены Фердинанда III. Однако намеки трубадуров на незаконную связь не имеют доказательств.
Ещё в 1246 году инфант Энрике отклонил просьбу отца принести оммаж своему старшему брату, будущему королю Кастилии Альфонсо X. После смерти своего отца Фердинанда III в 1252 году Энрике и его брат Фадрике (1223—1277) были недовольны правлением их брата Альфонсо X. В марте 1253 года король Альфонсо X отменил привилегии, которые Фердинанд III предоставил инфанту Энрике в его обширных южных поместьях. Он также вмешался и помешал Энрике заключить выгодный брак. В Калатаюде, согласно Libro de las armas Хуана Мануэля, Энрике просил руки инфанты Констанции Арагонской, дочери короля Арагона Хайме I Завоевателя, но король Кастилии Альфонсо помешал заключению брака.
В ответ Энрике организовал заговор против своего старшего брата, короля Кастилии Альфонсо X. На встрече в Малуэнде в 1255 году Энрике временно привлек на свою сторону короля Арагона Хайме I. В октябре того же года, объединившись с Диего Лопесом IV де Аро, сеньором Бискайи, и заручившись поддержкой Галисии, Энрике поднял открытое восстание против королевской власти. Несмотря на первоначальную победу над войсками королевских сторонников, Энрике был разбит в битве под Мороном и вынужден был бежать из Кастилии. Он сел на корабль в Кадисе и по морю прибыл в Валенсию, откуда перебрался во Францию, первоначально ища убежища у своей мачехи в графстве Понтье. Возможно, она предложила ему навестить свою сводную сестру Элеонору, которая была замужем за Эдуардом, старшим сыном и наследником английского короля Генриха III Плантагенета.
В середине 1256 года инфант Энрике Кастильский прибыл ко двору английского короля. Три года он прожил там с комфортом, полностью полагаясь на милость короля Генриха III, но англичане не оказали ему никакой политической поддержки. После нескольких неудачных поездок во Францию инфант Энрике Кастильский решил поискать счастья в Северной Африке, где хафсидский эмир Туниса Мухаммад аль-Мустансир создал большую империю. Дав обет, что он не нападет на Кастилию, король Англии разрешил Энрике уехать в Тунис в июле 1259 года, предоставив ему проводников через гасконские порты, находившиеся под его контролем.
Энрике Кастильский отплыл в Каталонию, но король Арагона Хайме I не разрешил никому из своих вассалов сопровождать Энрике в Тунис. В 1260 году Энрике прибыл в Тунис, где к нему вскоре присоединился его старший брат Фадрике. Энрике принял командование отрядом испанских рыцарей на службе у Мухаммада аль-Мустансира. В 1261 году вместе с братом эмира Абу Хафом он возглавил атаку на пустынный город Милиана. Эти кампании укрепили независимость Хафсидов от марокканской династии Альмохадов, которая владела большей частью Испании в предыдущем столетии. В Тунисе Энрике перенял обычаи и одежду двора Хафсидов, что вызвало потрясение местной христианской общины. Он использовал деньги, заработанные на службе у эмира, для финансирования коммерческих предприятий Генуэзской торговой колонии в Тунисе. За счет средств, полученных в результате этой торговли, король Франции Людовик IX смог впоследствии дать заём Генриху Английскому.
Позднее инфант Энрике Кастильский появился в Италии, где присоединился к своему кузену, графу Карлу Анжуйскому в 1266 году, участвовал на стороне последнего в битве при Беневенто и одолжил ему большие денежные суммы. Именно здесь Энрике получил свой титул сенатора, когда Карл Анжуйский сделал его сенатором Рима (в то время древний Сенат Рима превратился в институт, где одному «сенатору» была доверена гражданская власть в городе Рим). Однако Карл Анжуйский так и не отплатил ему, в Энрике Кастильский стремился получить титул короля Сардинии и или какой-нибудь другой высокий титул и находил сенаторство плохой компенсацией.
В результате, когда его кузен, герцог Конрадин Швабский, вторгся в Италию в 1268 году, инфант Энрике Кастильский перешел на его сторону и присоединился к нему. Он был одним из генералов Конрадина в битве при Тальякоцци. Он командовал отрядом из трехсот испанских рыцарей, посланных его старшим братом, королем Кастилии Альфонсо X. Он выиграл первую схватку с французами, но был побежден внезапной атакой скрытого подкрепления в тысячу французских рыцарей под предводительством Карла Анжуйского. После поражения в битве Энрике Кастильский бежал в монастырь Сан-Сальваторе в Монте-Кассино, где был схвачен анжуйцами.
По словам Фердинанда Грегоровиуса, следующие двадцать три года инфант Энрике Кастильский провел в плену, в Кастелло-ди-Каноза с 1268 по 1277 год и в Кастель-дель-Монте с 1277 по 1291 год.
В 1272 году его сводная сестра Элеонора Кастильская и её муж, король Англии Эдуард I Плантагенет, вернулись в Сицилию после крестового похода. Попытки Элеоноры освободить его из тюрьмы не увенчались успехом, но она поддерживала с ним связь до самой смерти.
8 марта 1286 года папа римский Гонорий IV освободил Энрике Кастильского от отлучения от церкви, которое он наложил на него, когда Энрике поддержал Конрадина, и нанес оскорбления и вред кардиналу Джордано Орсини (будущему папе Николаю III), его племяннику Маттео Россо Орсини и Джордано Савелли.
В 1291 году инфант Энрике Кастильский был освобожден из заключения. В 1295 году он вернулся в Кастилию, где был назначен регентом своего внучатого племянника, короля Фердинанда IV.

## Семья
В 1299 году Энрике Кастильский женился на Хуане Нуньес де Лара (1286—1351), дочери Хуана Нуньеса I де Лары и Тереза Диас де Аро. Их брак был бездетным. Во второй раз Хуана Нуньес де Лара вышла замуж за Фернандо де ла Серда (1275—1322), сына Фернандо де ла Серды и Бланки Кастильской.
По преданию, у него был внебрачный сын от связи с дамой Майор Родригес Печа, дочерью лорда (алькаида) замка Самора. Этот сын был назван Энрике Энрикес де Севилья, который стал главным юстициарием или главным судьей Кастилии при короле Альфонсо XI.